# Chrysosplenium biondianum
Chrysosplenium biondianum är en stenbräckeväxtart som beskrevs av Adolf Engler. Chrysosplenium biondianum ingår i släktet gullpudror, och familjen stenbräckeväxter. Inga underarter finns listade i Catalogue of Life.